# Plebiscit nacional de Xile de 1989
El plebiscit nacional de Xile de 1989 va ser un referèndum realitzat en Xile el diumenge 30 de juliol de 1989, a finals del Règim Militar, pel qual es va aprovar una reforma constitucional de la Constitució de 1980, consensuada entre el govern i tots els partits polítics de l'època, incloent fins i tot a tots els d'oposició (excepte el Partit Comunista, encara il·legal).
El resultat va ser de 91,25% per l'aprovació al projecte de reforma proposat i 8,74% pel rebuig.
L'univers electoral habilitat per a votar va ascendir a 7.556.613 persones. Per a aquest plebiscit, el Servei Electoral de Xile va disposar de 23.000 meses electorals (11.320 d'homes, 11.614 de dones i 66 mixtes).

## L'origen
El 14 d'octubre de 1988, nou dies després del triomf de l'opció «No» al plebiscit sobre la continuïtat d'Augusto Pinochet al poder, la Concertación de Partidos por la Democracia (Concertació de Partits per la Democràcia) va assenyalar que iniciarien diàlegs per a aconseguir un «Acord Nacional per la democràcia i el consens constitucional», destinat a generar reformes a la Constitució de 1980.
El 30 de novembre, Renovación Nacional va presentar la seva primera proposta de reformes a la Constitució. Posteriorment es van realitzar diverses reunions entre els partits polítics i el govern per tal de consensuar les possibles reformes. El 28 d'abril de 1989, el ministre de l'Interior, Carlos Cáceres Contreras, va presentar mitjançant cadena nacional de ràdio i televisió un primer projecte de reformes constitucionals, el qual va ser rebutjat per la Concertació el 2 de maig. El diàleg es va suspendre durant un breu temps, reprenent les converses el 12 de maig. El 31 de maig, Augusto Pinochet presenta a través de la cadena nacional el projecte definitiu de 54 reformes a la Constitució, que van comptar amb l'aprovació de la Concertació de Partits per la Democràcia.
El 15 de juny, mitjançant el Decret 939 del Ministeri de l'Interior, va ser convocat oficialment el plebiscit i es va fixar la data per a la realització d'aquest, que seria el diumenge 30 de juliol. Atès que les reformes constitucionals van ser consensuades entre l'oficialisme i la Concertació de Partits per la Democràcia, pràcticament tots els partits polítics van demanar de votar «Apruebo» (Aprovo) al plebiscit. Només el Partit Socialista Xilè i el Partit del Sur van demanar votar «Rechazo» (Rebutjo). El MIR i el Partit Comunista van demanar el vot nul.

## La campanya

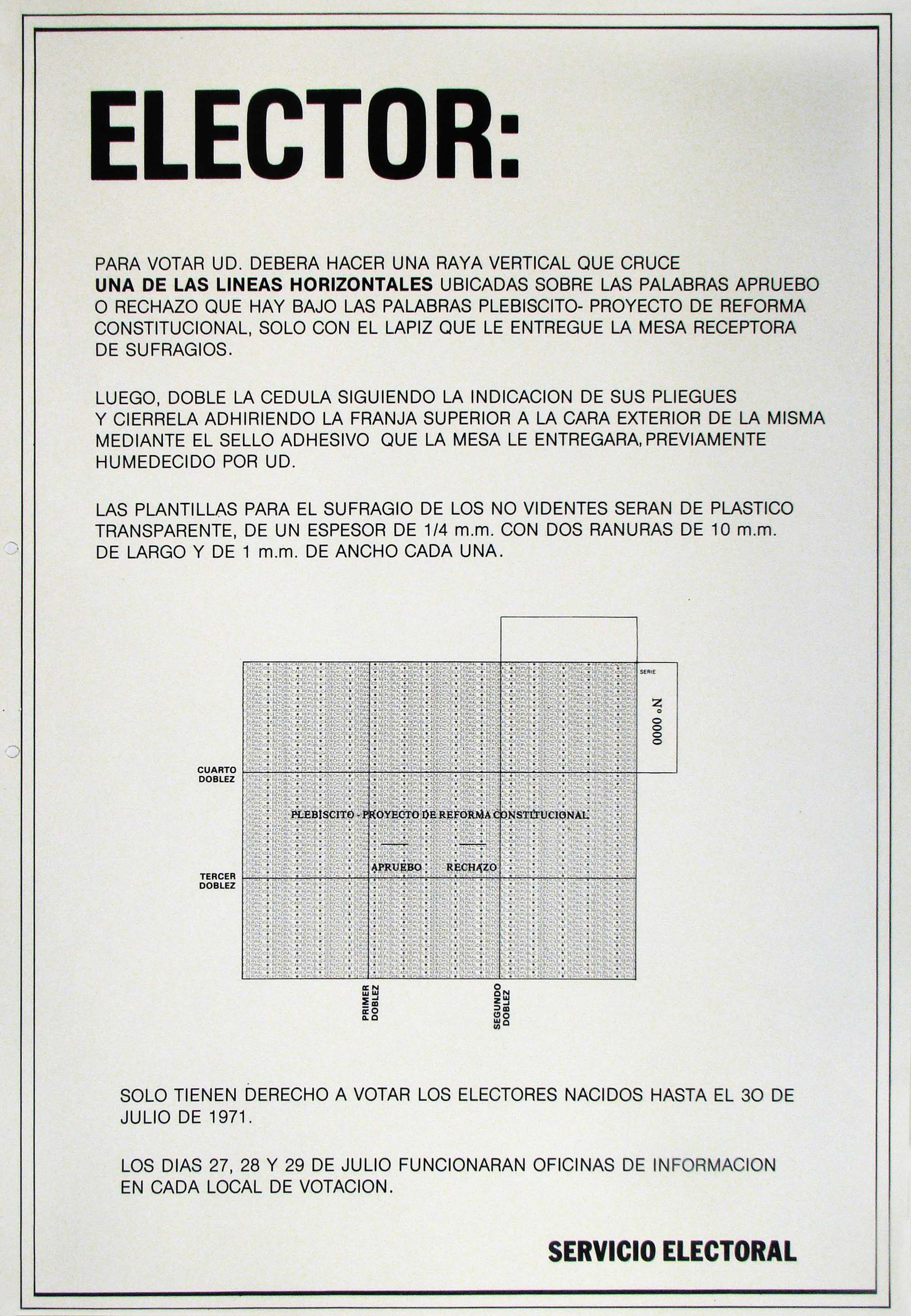
Cartell amb un facsímil del vot utilitzat en el plebiscit

En aquesta ocasió, igual que en l'anterior plebiscit de 1988, hi va haver propaganda televisiva, però no en forma de franja de 20 minuts sinó com anuncis de 40 segons inserits dins del moment de la publicitat i repartits entre el Ministeri Secretaria General de Govern de Xile i els diferents partits polítics legalment constituïts. Això perquè la major part dels anuncis eren per a l'opció «Apruebo», excepte els del Partit Socialista Xilè i el Partit del Sur.
L'emissió d'aquests anuncis es va iniciar a les 16.00 h del divendres 30 de juny i va finalitzar el 27 de juliol, emetent-se 45 per dia (15 per al Ministeri Secretaria General de Govern, i 30 per als partits polítics legalment constituïts).
El Metre de Santiago va establir una tarifa rebaixada per al dia del plebiscit, fixant-lo en 30 pesos xilens, que també es va aplicar per al servei de Metrobús.

### Les enquestes
Segons una enquesta del Centre d'Estudis Públics (CEP) realitzada entre juny i juliol de 1989, el 73,3% dels enquestats considerava com «molt important» el que s'hagués aconseguit un acord per a les reformes constitucionals, mentre que un 15, 7% no ho considerava important.
| Empresa | Data      | Aprovo | Rebutjo | Indecisos | Blanc/Nul |
| ------- | --------- | ------ | ------- | --------- | --------- |
| CEP     | Juny-1989 | 58,6 % | 8,2 %   | 28,2 %    | 5,0 %     |

## El plebiscit

### Resultats oficials
Els resultats oficials, continguts en la sentència del Tribunal Qualificador d'Eleccions de Xile, van ser els següents:
| Proposta (alternativa) | Vots      | %      |
| ---------------------- | --------- | ------ |
| Aprovo                 | 6 069 449 | 91,25% |
| Rebutjo                | 581 605   | 8,74%  |
| Total de vots vàlids   | 6 651 054 | 93,91% |
| Vots nuls              | 324 283   | 4,58%  |
| Vots en blanc          | 106 747   | 1,51%  |
| Total de vots emesos   | 7 082 084 | 100%   |

### Resultats per regions
| Regió             | Regió                                     | Opció «Aprovo» | %      | Opció «Rebutjo» | %      |
| I                 | Tarapacá                                  | 147 660        | 92,67% | 11 681          | 7,33%  |
| II                | Antofagasta                               | 179 540        | 91,88% | 15 780          | 8,12%  |
| III               | Atacama                                   | 90 123         | 89,41% | 10 670          | 10,59% |
| IV                | Coquimbo                                  | 201 925        | 88,49% | 26 269          | 11,51% |
| V                 | Valparaíso                                | 666 412        | 92,52% | 53 907          | 7,48%  |
| VI                | Libertador General Bernardo O'Higgins     | 321 780        | 90,33% | 34 456          | 9,67%  |
| VII               | Maule                                     | 382 577        | 89,12% | 46 720          | 10,88% |
| VIII              | Bío-Bío                                   | 774 111        | 89,32% | 92 564          | 10,68% |
| IX                | Araucanía                                 | 322 120        | 85,21% | 55 889          | 14,79% |
| X                 | Los Lagos                                 | 404 110        | 88,46% | 52 713          | 11,54% |
| XI                | Aysén del General Carlos Ibáñez del Campo | 32 473         | 89,69% | 3733            | 10,31% |
| XII               | Magallanes y la Antártica Chilena         | 71 805         | 92,03% | 6222            | 7,97%  |
| RM                | Metropolitana de Santiago                 | 2 474 804      | 93,54% | 170 913         | 6,46%  |
| Vàlidament emesos | Vàlidament emesos                         | 6 069 440      | 91,25% | 581 615         | 8,74%  |

## Les reaccions
La nit del 30 de juliol, Augusto Pinochet va realitzar una cadena nacional per referir-se al desenvolupament del plebiscit, destacant que «els xilens hem donat una nova demostració al món de la nostra maduresa cívica i sentit de responsabilitat patriòtica», i va afirmar que «ens comprometem solemnement davant Déu i davant la Pàtria, en respectar i fer respectar la Constitució de la República que hem generat i que el poble xilè, en dues oportunitats, ha ratificat majoritàriament», fent al·lusió al plebiscit de 1980.
Entre els polítics oficialistes es van plantejar opinions similars a la de Pinochet. Hernán Büchi va destacar que el plebiscit «reflecteix una etapa important en la nostra consolidació de les institucions democràtiques». Per la seva banda, el UDI Jaime Guzmán, qui va conformar la comissió redactora de la Constitució, va dir estar d'acord amb la correcció d'un error «que permetia que en certs casos les mesures adoptades en virtut d'un estat d'excepció poguessin durar més enllà de la vigència d'aquest estat», però que «hauria preferit que s'hagués mantingut l'exigència de dos Congressos successius» per reformar la Constitució.
Els dirigents de l'opositora Concertació també es van referir a l'acte plebiscitari. El demòcrata cristià Patricio Aylwin va afirmar que «és molt important per al país que es vagi habituant a prendre part de les decisions fonamentals que afecten el poble». Ricardo Lagos va plantejar que sense el resultat del No en el plebiscit de 1988, «no hi hauria hagut reformes constitucionals» i que «estic segur que al desembre, a partir del Parlament que es triï, hi haurà una modificació constitucional important».